# Jan Maliński
Jan Leonard Maliński (ur. 1 marca 1917 w Berlinie, zm. 6 lutego 2006 w Ostrzeszowie) – podpułkownik pilot Wojska Polskiego, kapitan (ang. Flight Lieutnant) Królewskich Sił Powietrznych, kawaler Krzyża Srebrnego Orderu Wojennego Virtuti Militari.

## Życiorys
Syn Jana i Marii z domu Ratajewskiej. Trzy lata po jego urodzeniu jego rodzice przeprowadzili się do Poznania, a następnie osiadli w Swarzędzu. Szkołę powszechną ukończył w Ostrzeszowie, następnie uczył się w Seminarium Nauczycielskim w Ostrzeszowie i w Krotoszynie. W 1935 roku wziął udział w kursie szybowcowym w Goleszowie, a w 1936 ukończył kurs pilotażu w ramach PWL w Lublinku koło Łodzi. W 1936 r. uzyskał maturę i 1 września tego roku został skierowany na kurs unitarny w Szkole Podchorążych Piechoty w Różanie. W 1937 r. rozpoczął naukę w Szkole Podchorążych Lotnictwa w Dęblinie. Był absolwentem XII promocji, 19 lokata.
W czasie kampanii wrześniowej walczył w składzie 132 eskadry na samolocie PZL P.11c pod dowództwem kpt. Franciszka Jastrzębskiego. 3 września wspólnie z ppor. Pawłem Łuczyńskim i kpr. Wawrzyńcem Jasińskim zaatakował zgrupowanie niemieckich bombowców i ciężko uszkodził dwa samoloty. Następnego dnia zlokalizowano zniszczony Do 17 z III/KG 3 i zaliczono jako zestrzelenie wspólne. Drugi samolot zaliczono Malińskiemu indywidualnie.
7 września zniszczył He 111 (zestrzelenie nie figuruje na oficjalnych listach, gdyż lotnik nie mógł złożyć bezpośrednio potem raportu, a późniejszy odrzucono), uszkodził jeden Bf 110, ale został trafiony przez inny. Wyskoczył na spadochronie nad wsią Mikulice gmina Dobra. Mieszkańcy udzielili rannemu pilotowi pomocy, przewożąc go do wycofujących się jednostek polskich. Trafił do szpitala, skąd po wielu perypetiach wrócił do Ostrzeszowa, skąd trafił do obozu jenieckiego Stalag XXI A.
20 października 1939 r. zwolniono go z niewoli na podstawie zaświadczenia lekarskiego (musiał się jednak regularnie meldować w dowództwie obozu). W marcu 1940 roku przedostał się przez Węgry i Jugosławię do Francji. trafił do obozu piechoty Camp de Carpiagne pod Marsylią, a 6 czerwca 1940 r. został skierowany do Centrum Wyszkolenia Lotnictwa w Lyon-Bron. Nie brał udziału w działaniach wojennych, 21 czerwca 1940 r. odpłynął z portu Saint-Jean-de-Luz do Liverpoolu na pokładzie statku „Arandora Star”.
W Wielkiej Brytanii trafił początkowo do Blackpool, otrzymał numer służbowy P-1286. Uczestniczył m.in. w bitwie o Anglię jako pilot dywizjonu 302 - bez zestrzeleń. 4 marca 1941 wspólnie z por. Julianem Kowalskim i sierż. Antonim Łyskiem uszkodził Ju 88 (nieprawidłowo zaliczono wszystkim po jednym uszkodzeniu). Latem 1941 r. został przeniesiony do dywizjonu 307, gdzie dowodził eskadrą A.
20 maja 1942 r. pracował jako kontroler w operations room sektora, następnie w naziemnej stacji naprowadzania Ground Controlled Interception we Wrafton. W 1943 r. był kontrolerem naprowadzającym na krążowniku HMS „Glasgow”. 16 września 1944 r. wrócił do latania bojowego w dywizjonie 307, jego nawigatorem był por. Roman Romanowicz.
Po zakończeniu działań wojennych pozostał w RAF i 25 lipca 1945 r. skierowany został do 229 Grupy Transportowej RAF w Azji Południowo-Wschodniej, gdzie pozostał do końca września 1946 r. jako pilot rozprowadzający. Po powrocie do Wielkiej Brytanii został zdemobilizowany, uzyskał licencję pilota cywilnego i pracował w liniach Air Charter. Od 1951 r. działał dla CIA i wykonywał tajne loty do Bułgarii, Rumunii i Albanii.
Ukończył kurs w British Institute of Engineering Technology i w 1956 wyjechał do Kanady, gdzie pracował dla Maritime Central Airways, TransAir Ltd., Wheeler Airlines oraz Bahamas Airways. Latał z zaopatrzeniem do zablokowanego Berlina oraz za koło podbiegunowe.
W 1972 powrócił do Polski, gdzie pracował jako tłumacz oraz prywatny przedsiębiorca. W 2001 r. otrzymał tytuł Honorowego Obywatela Miasta Ostrzeszowa.
Swoje wspomnienia spisał m.in. w wydanej w 2000 roku książce pt. Samolot zakrył słońce.
Został pochowany na cmentarzu katolickim w Ostrzeszowie.

## Zwycięstwa powietrzne
Na liście Bajana zajmuje 214. pozycję z wynikiem 1 i 1/3 zestrzeleń pewnych i 1 uszkodzonym.
Zestrzelenia pewne:
- 1/3 x Do 17 - 3 września 1939
- He 111 - 7 września 1939

Uszkodzenia:
- Ju 88 - 4 marca 1941 (pilotował Hurricane I, WX-B nr V6860)

## Ordery i odznaczenia
- Krzyż Srebrny Orderu Virtuti Militari
- Krzyż Walecznych - czterokrotnie
- Złoty Krzyż Zasługi z Mieczami
- Medal Lotniczy - trzykrotnie[3]
- Odznaka za Rany i Kontuzje
- Krzyż Komandorski Orderu Odrodzenia Polski
- Distinguished Flying Cross 1939-1945 ze złotą rozetką.
- Honorowe Obywatelstwo Ostrzeszowa (2001)[8]